# Jérémy Oyono
Jérémy Henry Zué Oyono Omva Torque (* 12. dubna 2001) je gabonský profesionální fotbalista, který hraje na pozici pravého obránce za italský klub Frosinone Calcio. Narodil se ve Francii, ale hraje za gabonský národní tým.

## Klubová kariéra
Oyono je mládežnický produkt klubů Valenciennes a Boulogne. Svou seniorskou kariéru zahájil v roce 2021 v Boulogne.

## Reprezentační kariéra
Oyono se narodil ve Francii a je gabonského původu. Byl součástí gabonského týmu U23 na Africkém poháru národů do 23 let 2023. V národním týmu Gabonu debutoval 16. listopadu 2023 při vítězství 2:1 v kvalifikaci na Mistrovství světa ve fotbale 2026 nad Keňou, kdy nahradil svého bratra.

## Osobní život
Oyonovo dvojče Anthony Oyono je také profesionálním fotbalistou.